# Okres Otwock
Okres Otwock (polsky Powiat otwocki) je okres v polském Mazovském vojvodství. Rozlohu má 615,92 km² a v roce 2020 zde žilo 124 283 obyvatel. Sídlem správy okresu je město Otwock, které je součástí varšavské aglomerace.

## Gminy
Městské:
- Józefów
- Otwock

Městsko-vesnická:
- Karczew
- Osieck

Vesnické:
- Celestynów
- Kołbiel
- Sobienie-Jeziory
- Wiązowna

## Města
- Józefów
- Osieck
- Otwock
- Karczew

## Demografie
Počet obyvatel (informace z 31. prosince 2012):
|         | Celkem  | Celkem | Ženy   | Ženy  | Muži   | Muži  |
|         | Osob    | %      | Osob   | %     | Osob   | %     |
| ------- | ------- | ------ | ------ | ----- | ------ | ----- |
| Celkem  | 121 977 | 100    | 63 643 | 52,18 | 58 334 | 47,82 |
| Město   | 75 068  | 100    | 39 711 | 32,56 | 35 357 | 28,99 |
| Vesnice | 46 909  | 100    | 23 932 | 19,62 | 22 977 | 18,84 |

## Starostové
- Jarosław Kozłowski (1999–2002)
- Mirosław Pszonka (2002–2006)
- Krzysztof Boczarski (2006–2010)
- Bogumiła Więckowska (2010–2014)

- Mirosław Pszonka (2014–2018)
- Cezary Łukaszewski (2018–2020)
- Krzysztof Szczegielniak (2020–2024)
- Tomasz Bogumił Laskus (od 2024)